# Amylocorticiellum sinuosum
Amylocorticiellum sinuosum är en svampart som beskrevs av Spirin & Zmitr. 2002. Amylocorticiellum sinuosum ingår i släktet Amylocorticiellum och familjen Amylocorticiaceae.   Inga underarter finns listade i Catalogue of Life.